# Otto Ferdinand Dubislav von Pirch
Otto Ferdinand Dubislav von Pirch (* 1. Mai 1799 in Bayreuth; † 20. Juni 1832 in Breslau) war ein preußischer Hauptmann und Reiseschriftsteller.
Otto von Pirch entstammte der Soldatenfamilie von Pirch, die lange Zeit in Pommern ansässig gewesen war. Er war einziger Sohn des königlich-preußischen Generalmajors Christoph Wilhelm Rüdiger von Pirch (1767–1846), sowie Enkel des königlich-preußischen Generals der Infanterie Franz Otto von Pirch (1733–1813) und Neffe des Generalleutnants Otto Karl Lorenz von Pirch (1765–1824), dem sämtliche Militärschulen Preußens unterstanden. Nach der Versetzung seines Vaters 1807 während des Vierten Koalitionskrieges nach Pommern besuchte Pirch zunächst ein Internat in Potsdam und später das Joachimsthalsche Gymnasium zu Berlin. 1815 entschied er sich für die militärische Laufbahn. 1829 wollte er an dem russisch-türkischen Krieg teilnehmen, was ihm jedoch verweigert wurde. Er ließ sich daraufhin für acht Monate beurlauben und unternahm eine Reise auf den Balkan und nach Oberitalien, die er in einem Reisebericht schilderte. Später verfasste er einem Reisebericht über einen Besuch in Warschau.
Pirch verstarb 1832 in Breslau im Alter von 33 Jahren an den Folgen eines Reitunfalls.
Sowohl Adelbert von Chamisso als auch  Karl von Holtei schrieben ein Trauergedicht für ihn.

## Werke (Auswahl)
- Reise in Serbien im Spätherbst 1829. 2 Bände, Berlin 1830, Band 1, Band 2
- Caragoli. 3 Bände, Berlin 1832/33, Band 1, Band 2, Band 3. Der dritte, posthum erschienene Band, mit einer Kurzbiografie Pirchs.
- Beobachtungen über Caspar Hauser. In: Annalen der deutschen und ausländischen Criminal-Rechts-Pflege. Jahrgang 1830, 2. Band, Berlin 1830, S. 447–457. Einführende Worte durch den Herausgeber Julius Eduard Hitzig S. 435f (Volltext)